# NN Group
NN Group N.V. є материнською компанією NN Investment Partners та Nationale-Nederlanden. Nationale-Nederlanden — одна з найбільших страхових компаній та компаній з управління активами в Нідерландах. Штаб-квартира NN Group знаходиться в Гаазі, її офіс в Роттердамі розташований у хмарочосі Delftse Port, який до 2009 року був найвищим хмарочосом у Нідерландах. Окрім цих двох офісів, компанія не має інших головних офісів у Нідерландах, натомість NN в основному покладається на незалежних посередників для продажу страхування.
23 грудня 2016 року NN Group досягла угоди про придбання конкурента Delta Lloyd Group за 2,5 млрд євро. NN завершила продаж NN Investment Partners банку Goldman Sachs за близько 1,7 млрд євро у квітні 2022 р..

## Історія
Nationale-Nederlanden був утворений в результаті злиття в 1963 році компаній De Nederlanden van 1845 Нідерланди 1845 року) та Nationale Levensverzekeringsbank (Національний банк страхування життя). Результатом злиття, завдяки сильним внутрішнім позиціям Nationale та міжнародному досвіду De Nederlanden, стало створення сильної компанії. Об'єднані компанії почали впроваджувати комп'ютеризацію, а також спільно нести інші витрати на інновації. Співпраця посилила досвід компаній у груповому страхуванні та дозволила Nationale-Nederlanden розширити свою територію. У 1991 році NN об'єдналася, цього разу з NMB Postbank Groep, щоб сформувати ING Group. Окрім страхування та управління активами, компанія також пропонує деякі банківські продукти, такі як іпотека.

### NN Group
Під час фінансової кризи 2007—2008 рр. ING Group дістала фінансову підтримку від нідерландської держави. У межах угоди про підтримку ING Group було доручено відокремити ING Direct USA, а також усю страхову діяльність та діяльність з управління активами. У 2013 році була створена нова компанія NN Group, яка стала материнською компанією для європейської та японської страхової діяльності та діяльності з управління активами ING Group, наприклад, включаючи Nationale-Nederlanden та NN Investment Partners. У 2014 році NN Group була зареєстрована на фондовій біржі Euronext Amsterdam в рамках IPO. Відокремлення від ING Group було завершено у 2016 році.

## Критика
У червні 2018 року екологічні організації розкритикували NN Group за інвестиції в нафтові компанії та трубопроводи з видобутку смоляних пісків. У відповідь на це NN Group заявила, що активна взаємодія з компаніями приносить більше результатів, аніж вихід з цих компаній.